# Traminda acuta
Traminda acuta är en fjärilsart som beskrevs av W. Warren 1897. Traminda acuta ingår i släktet Traminda och familjen mätare. Inga underarter finns listade i Catalogue of Life.